# Tarsipes rostratus
Tarsipes rostratus là một loài động vật có vú trong họ Tarsipedidae, bộ Hai răng cửa. Loài này được Gervais & Verreaux mô tả năm 1842.
Chúng có tuổi thọ điển hình từ một đến hai năm. Mặc dù bị hạn chế một phạm vi tương đối nhỏ ở phía tây nam của Tây Úc, loài này lại phổ biến tại địa phương và dường như không thể bị đe dọa tuyệt chủng, miễn là môi trường sống của chúng gồm cây bụi, và đất có cây cối vẫn còn nguyên vẹn và đa dạng.